# Németvásár
Németvásár (románul: Târgu Neamț, héberül/jiddisul: טרגו נאמץ, latinul: Ante Castrum Nempch, németul Deutschmarkt vagy Niamtz, törökul Niyamiç) város Neamț megyében, Moldvában, Romániában.

## Fekvése
A megye északi részén helyezkedik el, az Ozana folyó (más néven Neamț folyó) völgyében. Bukaresttől 410 km-re, Karácsonkőtől pedig 45 km-re található.

## Történelem
A város területén már az újkőkorszakból és a bronzkorszakból is találtak régészeti leleteket, így a település Moldva egyik legrégebben lakott területének számít.
A XII. században szász telepesek érkeztek a vidékre és az erdélyi német városok mintájára alapítottak új települést.
Első írásos említése 1387-ből való,  az úgy nevezett „Orosz lista a városokról” románul: Letopisețul Novgorodului című felsorolásban, I. Péter moldvai fejedelem idejéből, aki várat épít a település mellé. A vár évszázadokon keresztül a mindenkori moldvai fejedelem uradalma, és sok esetben ezek menedékéül szolgált.
1691-ben Sobieski János lengyel király seregeit verték vissza a várvédők.
1718-ban az akkori fejedelem a várat lerombolja.
A XIX. században a település megint fejlődésnek indul, köszönhetően az Erdélyből betelepülő lakosoknak, akik főleg Nagyszeben és Fogaras városok környékéről érkeztek, ebben az időszakban nagyszámú zsidó lakosság is érkezik. A század közepén Mihail Kogălniceanu megalapítja a településen Moldva első gyapjúfeldolgozó üzemét.
1852-ben Grigore Alexandru Ghica moldvai fejedelem megalapítja a város első kórházát és uradalmi iskoláját.
A második világháború során a frontvonal a városon keresztül vezetett, a lakosságot kitelepítették, a település szinte teljesen megsemmisült.

## Népesség
A település népességének alakulása:
- 1890 - 6690 lakos
- 1912 - 9095 lakos
- 1930 - 9475 lakos
- 1948 - 8948 lakos
- 1956 - 10 373 lakos
- 1966 - 12 877 lakos
- 1977 - 14 953 lakos
- 1992 - 22 282 lakos
- 2002 - 20 496 lakos

A település etnikai megoszlása a 2002-es népszámlálási adatok alapján:
- Románok:  20 152 (98,32%)
- Romák:  302 (1,47%)
- Magyarok:  12 (0,05%)
- Zsidók:  12 (0,05%)
- Görögök:  3 (0,01%)
- Olaszok:  3 (0,01%)
- Ukránok:  2 (0,0%)
- Németek:  2 (0,0%)
- Lipovárok:  1 (0,0%)
- Törökök:  1 (0,0%)
- Más:  6 (0,02%)

A lakosság 97,66%-a ortodox vallású.

## Látnivalók
- Németvásári vár (Cetatea Neamțului)
- Humulești - ma a város egyik kerülete, régen falu volt, ahol Ion Creangă született
- Ion Creangă emlékháza
- "Creanga Land" park
- A településen és környékén kb. 20 műemléknek számító kolostor található
- "Adormirea Maicii Domnului" katedrális (ortodox)
- A hegyivadászok katonai emlékműve
- Băilor Oglinzi („Tükör Fürdő”) - a város mellett található termálvizes üdülőközpont, ami a román királyi család egyik legkedveltebb üdülője volt az országban. A II. világháborúban a 90%-a megsemmisült, később újjáépítették.
- Több tájvédelmi körzet található a város körül, például az Ezüst Erdő (Pădurea de Argint)
- A vidék erdői gazdag vádállománnyal büszkélkedhetnek (őz, vaddisznó, róka, nyúl, medve, nyuszt, nyest)

## Közigazgatási beosztás
A város negyedei:
| - Centru - Țuțuieni - Pometea | - Gară - Humulești - Humuleștii Noi | - Blebea - Băile Oglinzi - Stadion |

Hozzá tartozik még két falu: Blebea és Humuleștii Noi

## Gazdaság
A kommunizmus idején a település gazdaságának legfontosabb ágazatává az ipar vált. A rendszerváltást követően a gigantikus szocialista gyárak gyorsan csődbe mentek.
Jelenleg a város jelentős turisztikai központnak számít, továbbá fontos a textilipara, faipara, kohászata.

## Testvérvárosok
- - Dendermonde, Belgium (1995)
- - Quing Zhon, Kína (1995)
- - Panazol, Franciaország (1997)
- - Saint-Étienne, Franciaország (1997)
- - Telenești, Moldova (1998)

## Média
- Városi TV: Tele M Plus
- Városi rádiók: Radio M Plus Târgu Neamț - 95.7 FM  és Radio FlashFM Târgu Neamț - 97,6 FM
- Újságok: „Monitorul de Neamț”, „Gazeta de Neamț”, „Ceahlăul”, „Realitatea Media” (Neamț) és „Vestea”.

## Sport
Labdarúgó csapata a  FC Cetatea Târgu Neamț, jelenleg a román C1 ligában játszik, 1974-ben alapították, 1996-ban megszűnt, majd 2006-ban újra létrehozták.
Iskolai Sport Klub: 1978-ban alapították, összefogja a város iskoláit, három szakosztálya van: atlétikai, kézilabda és labdarúgó.
Steel-Man Sport Klub: testépítő egyesület, nemzetközi hírnevű.

## Hírességek
Itt születtek, vagy a városban éltek:
- Ion Creangă - (1837–1889) - író
- Veronica Micle - (1850–1889) - költő
- Vasile Conta - (1845–1882) - filozófus
- Nicolae Popa - (1919–2010) - népművész
- Moshe Idel - (1947–) - filozófus és kutató, aki a zsidó kultúrával és mítoszokkal foglalkozott
- Mitropolitul Varlaam - (1580–1657) - ortodox metropolita
- Sfânta Teodora de la Sihla - (1650?-?) - az ortodox egyház egyik szentje
- Irving Layton - (1912–2006) - kanadai költő
- Florin Gheorghiță - (1928–) - író és műfordító
- Daniel Corbu - (1953–) - költő, műfordító és kiadó
- Rodica (Pușcatu) Arba - (1962–) - sportoló, kenus, a Los Angelesi 1984-es és a Szöuli 1988-as olimpia aranyérmese
- Ioan Vieru  - (1962–) - költő, újságíró és kiadó
- Constantin Crișan  - (1939–1996) - kritikus, műfordító
- Nicolaie Hantăr   - (1910–1983) - festő, professzor